# Sthenias yunnanus
Sthenias yunnanus là một loài bọ cánh cứng trong họ Cerambycidae.